# Bis(methansulfonyl)peroxid
Bis(methansulfonyl)peroxid ist eine chemische Verbindung, konkret ein Derivat der Methansulfonsäure und ein kovalentes Peroxid.

## Darstellung und Gewinnung
Die Herstellung kann durch eine elektrochemische Oxidation einer wässrigen Methansulfonsäurelösung oder einer Lösung von Natriummethansulfonat in wasserfreier Methansulfonsäure erfolgen. Die Verbindung kann durch eine langsame Sublimation bei circa 40 °C aufgereinigt werden.

## Eigenschaften
Bis(methansulfonyl)peroxid bildet weiße Kristalle, die bei 79 °C schmelzen. Der Feststoff kristallisiert im monoklinen Kristallsystem in der Raumgruppe P21/c (Raumgruppen-Nr. 14) mit den Gitterparametern a = 8,1214 Å; b = 8,9443 Å, c = 10,298 Å und β = 110,815°. Die Verbindung ist thermisch instabil und kann sich explosionsartig zersetzen. Eine dynamische DSC-Messung zeigt ab 80 °C eine stark exotherme Zersetzungsreaktion mit einer Zersetzungswärme von −1400 kJ·kg−1 bzw. −266 kJ·mol−1 an. Der thermische Zerfall der Verbindung führt primär zu Methansulfonatradikalen, die mit Lösungsmitteln unter Abstraktion von Wasserstoffatomen weiterreagieren.
{\displaystyle {\ce {H3CSO2OOSO2CH3 -> 2H3CSO2O.}}}
{\displaystyle {\ce {2H3CSO2O. + RH -> H3CSO2OR + H3CSO2OH}}}
In Benzol wird das Phenylmethansulfonat gebildet. Als Nebenprodukt wird Biphenyl beobachtet. Mit anderen Aromaten, wie Toluol, Naphthalin oder Anthracen führt die Reaktion zu den entsprechenden Arylestern. Die Zersetzung des Feststoffes ergibt ein Gemisch von gasförmigen Produkten mit Sauerstoff, Schwefeldioxid, Ethan und Kohlendioxid.

## Verwendung
Die Verbindung ist ein wichtiges Reagenz in der organischen Synthese. Es kann bei der industriellen Synthese der Methansulfonsäure aus Methan und Schwefeltrioxid als Radikalstarter eingesetzt werden.
Es kann zudem als Initiator für radikalische Polymerisationen, zum Beispiel von Styrol, Methylmethacrylat und Vinylidenchlorid verwendet werden.